# Кулдин, Евгений Львович
Евгений Львович Кулдин (род. 14 мая 1977) — российский дзюдоист, призёр чемпионата России, призёр международного турнира в Минске (2001 год), мастер спорта России, тренер. Выпускник Российского государственного университета физкультуры и спорта. Старший тренер мужской сборной России по дзюдо. Спортивный комментатор телевизионного канала «Матч ТВ».

## Спортивные результаты
- Чемпионат России по дзюдо 1999 года — ;